# Соммер, Андрей Иосифович
Андре́й (Флориан) Ио́сифович Со́ммер (4 (17) мая 1897, Константиноград, Полтавская губерния, Российская империя — 17 сентября 1966, Калининград, РСФСР, СССР) — генерал-майор танковых войск, Герой Советского Союза (1945).

## Биография

### Ранние годы
Родился 4 мая (17 мая — по новому стилю) 1897 года в Константинограде Полтавской губернии Российской империи (ныне Красноград Харьковской области Украины) в семье военного — обрусевшего немца. Отец — Юзеф-Юстиан Андреевич Соммер, служил в армии, затем в полиции, коллежский асессор. Мать — Юзефа Андреевна (в девичестве Шиманская), дочь царского генерала. При крещении получил имя Флориан, но по документам позднее числился как Андрей. 
С 1907 года учился в кадетском корпусе в Полтаве, который окончил в 1914 году. Затем поступил в Киевское военное училище, но оттуда, пройдя ускоренный курс, в чине прапорщика в 1914 году был направлен на фронт начавшейся Первой мировой войны.
Дослужился до должности командира батальона 15-го армейского корпуса, имел боевые награды. В октябре 1915 года попал в плен, неоднократно пытался бежать, был вывезен в Германию.

### Во время Гражданской войны
После окончания войны в 1918 году вернулся на Украину и работал на телефонной станции. В Красной армии с августа 1918 года (по другим данным, поступил на службу в РККА только после установления советской власти в июне 1919 года). Сначала воевал простым красноармейцем на Южном фронте. В августе 1919 года назначен командиром роты, затем командиром батальона. Был дважды ранен, некоторое время был в плену у махновцев.
В 1919 году вступил в ВКП(б), но в 1921 году добровольно из неё выбыл в связи с несогласием с политикой НЭПа.

### После Гражданской войны
После окончания войны продолжил служить в должности командира роты, командира батальона на Кавказе. В 1924 году окончил Тифлисскую пехотную школу, а в 1931 году — курсы «Выстрел». В 1936 году заочно окончил Академию имени М. В. Фрунзе.
В 1937 году с началом репрессий в армии был арестован в Уссурийске и обвинён в шпионско-диверсионной деятельности. Приговорён к расстрелу, который был заменён 15 годами заключения. После ареста Ежова был реабилитирован в 1940 году.
10 августа 1940 года он был восстановлен в Красной Армии и назначен преподавателем тактики в Орловском бронетанковом училище Приволжского военного округа. За Соммером были закреплены 6-й и 23-й классы. 6 ноября 1940 года Орловское училище заняло 1-е место среди бронетанковых училищ Красной Армии и было награждено переходящим Красным Знаменем. Приказом Народного комиссара обороны СССР 4 декабря 1940 года Соммер назначен начальником огневой подготовки училища. 10 декабря 1940 года ему было присвоено звание подполковника. С ноября 1940 по февраль 1941 года по совместительству преподаватель на Курсах заочной Военной академии в Орле.

### В Великую Отечественную войну
В мае-июне 1941 года Соммер находился в командировке в Молдавии (Кишинёв - Тирасполь) от Наркомата обороны. День начала Великой Отечественной войны, 22 июня 1941 года, он встретил на полигоне в 12 километрах от границы, рядом с посёлком Котовск, где проходили учебные стрельбы танка Т-34. В сентябре 1941 года Соммер занимался эвакуацией училища из Орла в город Майкоп.
С июля 1942 года Соммер был старшим преподавателем автобронетанкового дела, руководителем тактики, начальником учебного отдела 3-го Орджоникидзевского пехотного военного училища в городе Ардон. В июле 1942 года училище эвакуировалось в город Навтлуг рядом с Тбилиси, а в ноябре 1942 было переведено в город Энгельс Саратовской области. В январе 1943 года Соммер был отозван из училища в Москву на КУКС при бронетанковой академии, где был слушателем отделения командиров бригад
В августе 1943 года направлен на Воронежский фронт на должность начальника оперативного отдела 9-го механизированного корпуса. Затем служил в должностях начальника штаба бригады, начальника штаба бронетанковых войск 40-й армии, начальника штаба 7-го механизированного корпуса, командира 89-й танковой бригады на Воронежском, всех трёх Украинских и на 3-м Белорусском фронтах.
В 1943 году принимал участие в форсировании Днепра и освобождении Киева. В 1944 году форсировал реки Прут и Дунай, принимал участие в Корсунь-Шевченковской и Яссо-Кишинёвской операциях. Звание полковника присвоено в августе 1944 года.
89-я танковая бригада полковника А. Соммера особенно отличилась во время Восточно-Прусской операции. Бригада участвовала в 1945 году в захвате городов Инстербург, Кройцинген, Прейсиш-Эйлау, Тапиау, а в апреле 1945 года штурмовала Кёнигсберг и затем освобождала от немецких войск Земландский полуостров, завершив Вторую мировую войну в Фишхаузене.
В январе 1945 года полковник А.Соммер, проявив смекалку, обманул немецкую охрану у моста в Талпакен (заговорил с ней по-немецки, представившись генералом танковых войск Соммером), что позволило в короткий срок сломить сопротивление и перерезать железнодорожную линию и шоссе Тильзит — Кёнигсберг.
За мужество и героизм полковнику А. Соммеру 19 апреля 1945 года присвоено звание Героя Советского Союза.

### После Великой Отечественной войны
После войны А. Соммер служил в Кёнигсберге на должности командующего бронетанковыми войсками 11-й гвардейской армии. 11 июля 1945 года ему было присвоено звание генерал-майора танковых войск.
В 1947 году А. Соммер ушёл в отставку по состоянию здоровья.
Имел трёх сыновей и приёмную дочь.
Умер в 1966 году, похоронен на Старом городском кладбище Калининграда.

## Память
- В честь А. Соммера в Калининграде названа улица, на которой установлены мемориальная доска, памятный знак и танк Т-34.
- На могиле установлен надгробный памятник.
- Имя воина увековечено в Главном Храме Вооружённых сил России, и навсегда запечатлено на мемориале «Дорога памяти»[4]

Мемориальная доска на улице Генерала Соммера.
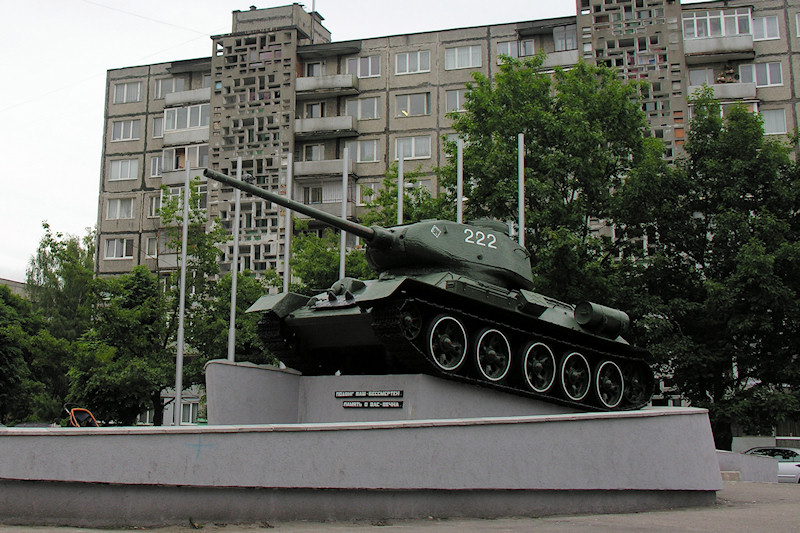
Танк-памятник Т-34 на улице Генерала Соммера.

## Награды

### Ордена Российской империи
- Орден Святой Анны 3-й степени;
- орден Святой Анны 4-й степени;
- орден Святого Станислава 3-й степени.

### Награды Советского Союза
- Медаль «Золотая Звезда» Героя Советского Союза (№ 6975);
- два ордена Ленина (21.02.1945, 19.04.1945);
- два ордена Красного Знамени (30.11.1943, 03.11.1944);
- орден Кутузова 2-й степени (14.09.1944[1]);
- медали, в том числе:
  - медаль «За победу над Германией» (1945);
  - медаль «За взятие Кёнигсберга» (1945).